# Dmitri Igorewitsch Peregudow

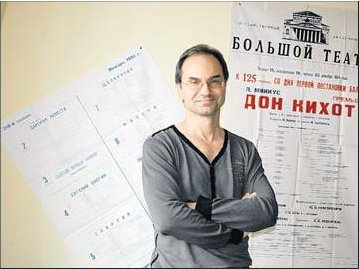
Dmitri Peregudow

Dmitri Igorewitsch Peregudow (russisch Дмитрий Игоревич Перегудов) (* 26. Januar 1963 in Moskau) ist ein russischer Balletttänzer, Choreograf und Regisseur.

## Leben
Dmitri Peregudow stammt aus einer Tänzerfamilie. Sein Vater Igor Peregudow und seine Mutter Irina Chub waren Solotänzer am Moskauer Bolschoi-Theater und auch sein Großvater väterlicherseits Alexander Peregudow gehörte als Opernsänger ebenfalls zu den Solisten des Bolschoi-Theaters. 
Mit sieben Jahren wurde Dmitri in der Moskauer Ballett Akademie angenommen und wurde von 1970 bis 1980 an der Moskauer Bolshoi Ballett Akademie als Tänzer ausgebildet. Nach seinem Staatsexamen als Balletttänzer im Jahr 1980 wurde Dmitri in das Ensemble des Bolschoi-Theaters übernommen und wurde kurzer Zeit später zum Solotänzer des Klassischen Repertoires. Von 1983 bis 1988 absolvierte er zusätzlich an der Theaterkunstakademie in Moskau (GITIS) ein Studium der Regie und Choreografie. 
Rollen am Bolschoi-Theater (Auswahl)
- Don Quixote, Musik von Léon Minkus – Giga, Sancho Pansa
- Cipollino, Ballett von Karen Chatschaturjan – Wächter, Seniore Pomidoro
- Schneewittchen, Ballett von Peter Tschaikowsky – der weise Zwerg (Chef)
- La Bayadère, Ballet von Léon Minkus – Der Tanz mit der Trommel
- Fürst Igor, Oper von Alexander Borodin – der Reiter
- Die Steinblume, ein Märchen, Musik von Sergej Prokofjew – Leibwächter, Harmonist und Komödiant
- The Golden Age, Musik von Dmitri Schostakowitsch – Zeitungsjunge, Nepmann, Blauhemd
- Romeo & Julia, Musik von Sergej Prokofjew – der Narr, Mercutios Freund, Capuletts Diener
- Le Corsaire – Seid Pascha

1999 wurde Dmitri von der Ballettdirektorin des Magdeburger Theaters Irene Schneider eingeladen, an ihrer Seite als Ballettmeister und Choreografischer Assistent zu arbeiten. In Deutschland fing ein neuer Lebensabschnitt an. Er übertrug die Originalchoreografie des Balletts Don Quixote nach Magdeburg und übernahm selbst die Rolle des Sancho Pansa, die bereits in Moskau zu seinen Lieblingsrollen gehörte. Seit 2006 ist er Dozent an der Theaterballettschule Magdeburg e.V.
In September 2010 eröffnete Peregudow seine eigene Tanzschule. In der Tanzschule Schönebeck findet man verschiedene Kurse für Kinder, Jugendliche und Erwachsene.